# 中森明菜
中森 明菜（なかもり あきな、1965年〈昭和40年〉7月13日 - ）は、日本の歌手、女優。本名は同じ。 1982年5月1日、デビュー。1980年代を代表する女性アイドル歌手であり、数多くのヒットナンバーを世に送った。アイドルの当たり年と言われた1982年のデビューで、「花の82年組」の1人であった。また、女優としても幅広く活動した。
東京都大田区大森生まれ、清瀬市育ち。清瀬市立清瀬小学校、清瀬市立清瀬中学校を経て、明治大学付属中野高等学校定時制中退。研音→コレクション→コンティニュー→N.A.P.C→楽工房→FAITH（ファイス）を経てHZ VILLAGE所属。所属レーベルはユニバーサル ミュージック ジャパンのPolydor Records（旧・UNIVERSAL J）内の私設レーベル歌姫レコーズ。

## 概要
1981年7月11日、16歳の誕生日目前に出場した日本テレビ系列のオーディション番組『スター誕生!』で山口百恵の「夢先案内人」を歌って、合格。これを機に、ワーナー・パイオニアとのレコード契約を締結した。
1982年5月1日、16歳の時にシングル「スローモーション」でデビューし、2枚目のシングル「少女A」がヒットした。翌1983年には、「セカンド・ラブ」、「禁区」などもヒット。1980年代のアイドルとしては松田聖子と2強を競った。以降も「北ウイング」、「飾りじゃないのよ涙は」など連続してシングルヒットを出し、1985年の「ミ・アモーレ〔Meu amor é･･･〕」と1986年の「DESIRE -情熱-」で2年連続となる日本レコード大賞を受賞した。弱冠20歳で歌手としてトップクラスの実績を収めていた。
1980年代のシングル総売上げは年間ベスト50位以内のものに限っても932.5万枚、年間50位以内ランクイン曲数は22曲と、どちらも当時の女性アイドル中で1位であった。また日本レコードセールス大賞年間アーティストトータルセールス最高位の座を4回獲得している（1983年、1985年、1986年、1987年）。
女優としても、1985年1月公開の映画『愛・旅立ち』で近藤真彦と共に主演を務めたのを始め、1992年には連続テレビドラマ『素顔のままで』（フジテレビ系列）に安田成美とW主演。その後も1998年の連続テレビドラマ『冷たい月』（日本テレビ系列）で永作博美と共にW主演するなど活動を広げた。
2002年にはユニバーサルミュージックに移籍し、カバー・アルバム『-ZEROalbum- 歌姫2』を発表。歌姫シリーズの第2弾として発売されたこのアルバムはヒットを記録する。以降、『歌姫3 〜終幕』、『フォーク・ソング〜歌姫抒情歌』などカバー・アルバムのシリーズ作をリリースする。2004年にはプライベートレーベル歌姫レコーズを設立した。
2010年10月、体調不良により芸能活動の無期限休止を発表。それ以降メディア出演はもとより、公の場へ一切姿を現していなかったが、2014年12月31日、第65回NHK紅白歌合戦にスペシャルゲストとして、ニューヨークのレコーディングスタジオから生中継で登場し、4年3か月ぶりに芸能活動の復活を果たした。2015年1月には、シングル「Rojo -Tierra-」、カバーアルバム『歌姫4 -My Eggs Benedict-』をリリース。
2018年以降、再び芸能活動を殆どセーブとなる。2022年8月、個人事務所HZ VILLAGEを設立と同時に、8月30日に公式Twitterを開始した。2023年12月24日、公式YouTubeチャンネルの開設を発表した。

## 来歴

### 1965年 - 1981年：デビュー前
1965年（昭和40年）7月13日（火曜日）、東京都大田区大森に、6人兄弟・姉妹（2男4女）の5番目、兄二人と姉二人と妹を持つ三女として生まれる。6人兄弟姉妹たちは、父の名前にちなんで全員が「明」の付く名前であり、中森自身も同様の命名を受けた。「明るくにぎやかな家庭であってほしい」という母の願いからであった。なお、妹の中森明穂（四女で末子、2019年5月27日死去）も後に芸能界入りしたが、短期間で引退している。
出生後、東京都清瀬市に移り住み幼少期を過ごす。4歳から14歳までの10年間、練馬区のバレエ教室「横山昭子モダンバレエスタジオ」に通っていた。中森を教えていたバレエ教師は「14歳まで休むことなく通い続け、本当に真面目な子だった。フラメンコやタンゴのリズムに乗ると生きいきと踊り、将来はダンサーになるのではないかと思っていた。また、幼い頃から衣装にとてもこだわりを持っていた」と語っている。
母親は鹿児島県出身で、歌手を目指して19歳で上京したが21歳で中森の父と結婚し、芸能界入りを断念した。美空ひばりが好きだった母は、若い頃は歌手志望で「ひばりちゃんのような歌手になりたい」と言い、中森が幼い頃から美空ひばりの歌を聞かせ、歌い方の手ほどきをしていた。やがて中森は母の影響で歌手の夢を抱くようになり、日本テレビ系のオーディション番組『スター誕生!』に幾度となく挑戦する。
1981年、『スター誕生!』本選3度目の挑戦となった8月2日の放送（7月11日収録）で、中森は山口百恵の「夢先案内人」を歌い、同番組の史上最高得点となる392点で合格する。合格後、スカウトを受ける場となる決戦大会までのおよそ1か月間、日本テレビ音楽学院でボーカルとダンスレッスンを受ける。11月29日放送（11月11日収録）の決戦大会前の事前審査にあたる下見会を経て、12月6日放送（11月18日収録）の決戦大会で再び「夢先案内人」を歌唱。合計11社のレコード会社や芸能プロダクションから獲得の意向を示すプラカードが上がった。これを機に中森は、研音所属とワーナー・パイオニアとのレコード契約を決める。その後、1982年2月に行われる初レコーディングに向け、自身での発声練習に加えて、ボーカル・トレーナーの大本恭敬のもと、週に1度、2度ほどレッスンを積んだ。

### 1982年 - 1984年：デビューから
1982年、5月1日にシングル「スローモーション」でデビュー。当初は「森アスナ」という芸名でのデビューも検討されていたが、中森本人が本名でのデビューを希望して芸名を拒否した。1980年代のアイドルにはキャッチフレーズが付けられ、中森のキャッチフレーズは「ちょっとエッチな美新人娘」であった。
デビュー前に中森が歌ったデモテープには、岩崎宏美「ロマンス」、高田みづえ「硝子坂」、山口百恵「ひと夏の経験」「いい日旅立ち」の4曲が収められていた。来生たかおがこれを聴き、来生たかお作曲・来生えつこ作詞のコンビによる「スローモーション」「あなたのポートレート」「咲きほこる花に…」の3曲が完成。デビュー曲の候補として「スローモーション」「あなたのポートレート」「Tシャツ・サンセット」「銀河伝説」の4曲が挙げられた中、「スローモーション」が選ばれた。この曲は中森も気に入っていたという。
実はそれ以外に、デビュー曲として用意されていたが結局使われなかった「幻のデビュー曲」が存在した。加藤和彦作曲・安井かずみ作詞のコンビで、演奏は高橋幸宏と細野晴臣であったが、曲調が虚無的で退廃的すぎるということでお蔵入りとなり、音源は残されていない。
同年7月、ファースト・アルバム『プロローグ〈序幕〉』を発売。同作はオリコン週間アルバムランキングの10月4日付で最高位5位を記録。続く第2弾シングル「少女A」が、オリコン週間シングルランキングの10月18日付で最高位5位を記録し、同曲でブレイクする。10月には、2枚目のスタジオ・アルバム『バリエーション〈変奏曲〉』を発売し、11月8日付の同社チャートで初の週間1位を獲得、74万枚を超えるセールスを記録する。続いて11月に発売した3枚目のシングル「セカンド・ラブ」は、11月29日付の同チャートで初の週間1位を獲得し、1983年の同社年間シングルチャートで8位を記録、約77万枚を売り上げる。中森はデビュー初期の段階より、衣装・メイク・振り付けに自身がかかわり、楽曲制作においても積極的に意見を取り入れていく。
1983年、2月より自身初の全国コンサート・ツアーAkina Milkyway '83 春の風を感じてを開催。3月と8月には、『ファンタジー〈幻想曲〉』、『NEW AKINA エトランゼ』と通算3作目、4作目のスタジオ・アルバムを発売する。『NEW AKINA エトランゼ』は第25回日本レコード大賞の'83アルバムベスト10を獲得した。12月には初のベスト・アルバム『BEST AKINA メモワール』を発売し、オリコンで5週連続首位を獲得した。歌手としての人気を着実に獲得するとともに、1983年のブロマイド売上実績の女性部門で中森は首位にもなった。
1984年、5月にデビュー3周年目を記念した5枚目のスタジオ・アルバム『ANNIVERSARY』を発売する。同アルバムに収録され、中森の提案によりタイトル名が決定された通算7枚目のシングル「北ウイング」は、1984年のオリコン年間チャートで9位を記録した。10月にも6枚目となるスタジオ・アルバム『POSSIBILITY』を発売し、このアルバムからのシングルの「サザン・ウインド」と「十戒 (1984)」も、この年の同社年間チャートでトップテン入りし、それぞれ年間で10位と6位を記録した。11月には井上陽水から楽曲提供を受けた10枚目のシングル「飾りじゃないのよ涙は」をリリース。アイドルからシンガー、ミュージシャンへの転機となったこの楽曲は、1985年の同社年間チャートで6位を記録した。

### 1985年 - 1989年：日本レコード大賞2連覇、日本レコードセールス大賞4度受賞
1985年、1月公開の映画『愛・旅立ち』で近藤真彦と共に主演を務める。3月、11枚目のシングル「ミ・アモーレ〔Meu amor é･･･〕」を発売。この楽曲は、同年末に行われた第27回日本レコード大賞にて日本レコード大賞を受賞し、この年のオリコン年間チャートで2位を記録した。4月には7枚目のスタジオ・アルバム『BITTER AND SWEET』を発売する。6月発売の12枚目のシングル「SAND BEIGE -砂漠へ-」では、新人の作家によるデビュー作を起用するなど、作家のジャンルや有名無名にとらわれない楽曲提供を受ける。この楽曲は同年の同社年間チャートで7位を獲得した。8月には『D404ME』が8枚目のスタジオ・アルバムとしてリリース。同作は第27回日本レコード大賞の優秀アルバム賞を獲得した。
1986年、2月に14枚目のシングル「DESIRE -情熱-」をリリース。この楽曲は1986年のオリコン年間チャートで2位を記録し、第28回日本レコード大賞で前年に続き日本レコード大賞を受賞した。これにより中森は、女性ソロ歌手として史上初の2年連続となる日本レコード大賞受賞を果たした。4月にはデビュー曲「スローモーション」から「SOLITUDE」までのシングル曲を収めたベスト・アルバム『BEST』をリリース。このアルバムは、第1回日本ゴールドディスク大賞のThe Grand Prix Album of the Yearを受賞した。5月に発売した15枚目のシングル「ジプシー・クイーン」は同年の同社年間チャートで7位を記録。8月に発売した9枚目となるスタジオ・アルバム『不思議』では、アルバムのプロデュースを自身で担当する。以降、楽曲やアルバムのセルフプロデュース作品を発表し、アーティスト性を発揮していく。12月には10枚目のスタジオ・アルバム『CRIMSON』を発売し、第29回日本レコード大賞の優秀アルバム賞を獲得した。
1987年、3月に行われた1986年度第1回日本ゴールドディスク大賞でアーティスト・オブ・ザ・イヤーを受賞する。4月、TBS系列ドラマ『ベスト・フレンド』でテレビドラマ初主演を務めた。8月発売の11枚目のスタジオ・アルバム『Cross My Palm』では、全曲英語詞の楽曲に取り組む。同年末には、日本有線大賞の最多リクエスト歌手賞を1983年以来5年連続で受賞する。さらに、この年発売したシングルの「TANGO NOIR」、「BLONDE」、「難破船」の3曲は、この年のオリコン年間シングルチャートでトップテン入りを果たし、それぞれ年間で2位、7位、6位を記録。オリコンの年間アーティスト・トータル・セールスには、歴代最多の4度目（1983年、1985年、1986年、1987年）となる首位を獲得した。
1988年、3月にシングル候補曲として制作されていた楽曲を集めた12枚目のスタジオ・アルバム『Stock』をリリースする。5月には21枚目のシングル「TATTOO」をリリースし、オリコン週間ランキングで1位を獲得、これにより同チャートでの連続1位記録が15曲となった。また、TBS系の音楽番組『ザ・ベストテン』でも1位を獲得し、同番組で1位週数69週を記録、番組史上最多回数となった。加えて、この番組での最多1位獲得曲数も17曲の歴代1位で、「ベストテンの女王」の異名を持っている。8月にはジョン・リンド、ピーター・フランプトンら海外アーティストを起用した13枚目のスタジオ・アルバム『Femme Fatale』を発売。12月には、「DESIRE -情熱-」から「I MISSED "THE SHOCK"」までのシングル曲を収録したベスト・アルバム『BEST II』を発売し、売上枚数は80万枚を突破した。こうした歌手としての記録や受賞を重ねるだけにとどまらず、アイドルの枠を超えてセルフ・プロデュースを手掛け、衣装や踊りの振り付けもすべて自分で決めていた中森のファッション性への評価も次第に高まり、同世代の女性達からの支持も得た。
1989年、4月にシングル曲のみで構成されたデビュー8周年を記念したスペシャル・ライブAKINA INDEX-XXIII The 8th Anniversaryを開催。7月11日、当時交際をしていた近藤真彦が住むマンションにて命を絶とうとしたが助かり、芸能活動を約1年間休止する。この間、7月25日には14枚目となるスタジオ・アルバム『CRUISE』をリリースし、このアルバムはオリコンで3週連続1位を記録。中森は、1982年からこの1989年の8年連続で同チャートでアルバム首位を獲得した。11月にはAKINA INDEX-XXIII The 8th Anniversaryのライブ・アルバムとライブビデオとなる『AKINA EAST LIVE INDEX-XXIII』がそれぞれリリースされた。このライブビデオは、'89ビデオ・オブ・ザ・イヤーで最優秀ミュージックビデオ賞を獲得する。その後中森は、12月28日に新事務所「コレクション」設立を発表、デビュー以来所属していた芸能プロダクション研音から独立。12月31日には「元気な姿を見せたい」と近藤も同席して記者会見を行った。

### 1990年 - 1992年：復帰から
1990年7月、1年3か月ぶりに24枚目のシングル「Dear Friend」をリリースし、ファンクラブ（Milky HouseからTwo Callへ）を新たに構えることも伝えられた。この楽曲は、オリコン週間シングルランキングの同年7月30日と8月13日付の通算2週で1位を獲得、同社年間チャートで6位を記録した。これによって、自身が持つ同社年間チャートの10位内の曲数が通算13曲となり、ソロ歌手として歴代最多記録となった。さらに、次作「水に挿した花」も同年11月19日付の同社チャートで週間1位を記録し、同チャートにおいて通算21曲の1位を獲得、女性アーティストでは歴代6位の記録となっている。
デビュー10周年目を迎えた1991年、3月に26枚目のシングル「二人静 -「天河伝説殺人事件」より」をリリース後、7月にスペシャル・ライブ夢 '91 Akina Nakamori Special Liveを開催した。この年は、8月放送のフジテレビ系ドラマ『悪女A・B』の他、4本のテレビドラマに主演した。また、同年には新事務所「コンティニュー」に移籍した。
1992年、4月より自身初の連続テレビドラマ『素顔のままで』（フジテレビ系、月9）に安田成美と共にダブル主演し、中森はダンサーの卵である月島カンナ役を演じる。このドラマは最終回で、最高視聴率31.9%を記録した。その後、新たにファンクラブ（QUATRE BAISER）を移すが、再び所属事務所のトラブルにより事務所と共に運営が行き詰まる。また、音楽制作上の意見の相違によりデビュー以来所属していたワーナーミュージック・ジャパンを離れたが、この移籍トラブルをはじめ、写真週刊誌『FOCUS』で日出郎との密会がスクープされるなどスキャンダル報道も相次ぎ、不遇な時期を過ごす。こうした中、この夏より新作の制作が行われていたものの、実際に中森のもとに届くことなく翌年まで持ち越される。この年は新譜リリース実現に至らなかったが、歌手活動と並行し、7月に公開された映画『走れメロス』で声優として出演するなど女優としても活動した。

### 1993年 - 1999年：2度のレーベル移籍
1993年、MCAビクター（現在：ユニバーサル ミュージック ジャパン）に所属レコード会社を移籍し、MCAがマネジメントの実質的な業務窓口も担う。また、個人事務所NAPCを設け、5月には2年ぶり27枚目となるシングル「Everlasting Love ・ NOT CRAZY TO ME」を発売し、9月には、昨年来制作していた15枚目のスタジオ・アルバム『UNBALANCE+BALANCE』を4年ぶりにリリースした。このアルバムの楽曲である「愛撫」は有線チャートで最高順位3位を記録し、翌年にはシングルカットされた。
また、1994年3月24日には自身初のカバー・アルバム『歌姫』も発売する。同作は批評家から肯定的評価を受け、歌手としての新境地を開拓する。その後同作はシリーズ制作される。12月にはPARCO劇場にて、同カバー・アルバムを中心としたスペシャル・ライブツアー歌姫 パルコ劇場ライブを開催した。かねてより大ホールではない小規模でのステージを希望していた中森の意向がこのライブで実現された。
1995年、7月に16枚目のスタジオ・アルバム『la alteración』をリリース。セルフプロデュースで制作を開始して以来、同作は、楽曲制作からボーカル録音直前までの制作作業のほとんどをスタッフに委ねる試みとなった。
泉谷しげると吉田拓郎、小田和正の3人が中心となって運営していた各地の災害救済コンサートのうち、1995年8月12日に行われた阪神・淡路大震災支援イベントに、泉谷からのオファーに応え出演した。このイベントをきっかけに音楽活動に意欲が出てきたと見られた。中森は1999年11月16日に東京国際フォーラムで行われた台湾で起きた「921大地震」のチャリティーイベンにも出演するなど、被災地支援に関心を抱いていたとされる。
11月には、ブライアン・セッツァープロデュースによる32枚目のシングル「Tokyo Rose」をAKINA名義でリリースした。
1996年、30歳を機にディナーショー開催の意向をファンに語っていた中森は、5月に自身初となるディナーショー・ツアーを開催する。8月には小室哲哉フル・プロデュースを受けた33枚目のシングル「MOONLIGHT SHADOW-月に吠えろ」をリリース。12月にもディナーショー・ツアーを開催し、この年以降、年末ディナーショーを開催していく。さらにこの時期には、ファンクラブ (Alteracion)の再開も伝えられた。
1997年、3月に17枚目のスタジオ・アルバム『SHAKER』を発売し、新たな歌唱法に挑んだというこのアルバムを携え、全国コンサート・ツアーFelicidadを5月より開催した。このコンサート・ツアーは1988年に行われたFemme Fataleツアー以来9年ぶりであった。
1998年、MCAビクターからガウスエンタテインメント（現在：徳間ジャパンコミュニケーションズ）へ所属レコード会社を移籍。1月には日本テレビ系列の連続テレビドラマ『冷たい月』永作博美と共にW主演。2月には同ドラマのテーマソングで移籍第1弾となった35枚目のシングル「帰省 〜Never Forget〜」をリリース。6月には18枚目のスタジオ・アルバム『SPOON』の発売と同作を引っ提げた同名のツアーSPOONを開催した。
1999年1月、前年に続き、日本テレビ系列の連続テレビドラマ『ボーダー 犯罪心理捜査ファイル』で主演を務め、同ドラマのテーマを歌った38枚目のシングル「オフェリア」を発売する。12月には19枚目のスタジオ・アルバム『will』を発売した。この発売の後、中森はガウスエンタテインメントを離籍した。

### 2000年 - 2004年：音楽配信リリースからメジャーレーベル移籍へ
2000年、音楽プロダクション楽工房と契約し、個人事務所FAITH、公式ファンクラブFAITHWAYを発足。前年に見舞われたトラブルを整理した末、マネジメントを一新。芸能活動の基盤を整える。前年末から虚実ないまぜのゴシップが流れ、所属レコード会社との契約が決定していない状況にあったが、中森は「曲でもコンサートでもいいものを届けたい気持ちが先に立っちゃうんです。それには、スタッフと色々悩みながら作り上げていく過程が大切。そうすれば結果がどうであれ、一緒に作ったという土台は残るでしょ」とコメント。こうして心機一転を図り、5月には2年ぶりに、自身初となるバラードコンサート・ツアー「中森明菜2000 〜21世紀への旅立ち〜」を開催した。2000年代には演歌やムード歌謡、フォークソングなどのカバーアルバムを次々と発売し、歌い手としての力量を見せつけた。
デビュー20周年目を迎えた2001年、5月にMusic@nifty内のインディーズレーベル@easeにて、40枚目のシングル「It's brand new day」を音楽配信で先行リリースする。6月からは20周年記念ツアーの第1弾としてALL ABOUT AKINA 20th Anniversary IT'S BRAND NEW DAYを開催した。
2002年、デビュー満20周年となったこの年、契約していた楽工房から現在：所属事務所FAITHにマネジメント業務を移し、現所属レコード会社のユニバーサル ミュージック ジャパンに移籍する。同年3月20日、移籍第1弾カバー・アルバム『-ZEROalbum- 歌姫2』を発売。山口百恵の「秋桜」や、松田聖子の「瑠璃色の地球」などをカバーした同作は、4月8日付のオリコン週間アルバムランキングで『la alteración』以来7年ぶりにトップテン入りしヒットした。以降、複数のカバー・アルバム企画を発表していく。5月には移籍後初の41枚目となるシングル「The Heat 〜musica fiesta〜」と20枚目のスタジオ・アルバム『Resonancia』の発売に、このアルバムを引っ提げた20周年記念ツアーの第2弾として「MUSICA FIESTA TOUR 2002」を開催した。その後12月31日に行われた『第53回NHK紅白歌合戦』に出場し、同月に発売したベスト・アルバム『Akina Nakamori〜歌姫ダブル・ディケイド』バージョンの「飾りじゃないのよ涙は」を披露、14年ぶりの紅白出場であった。
2003年、バラード集となった21枚目となるスタジオ・アルバム『I hope so』を5月にリリース。中森が4曲作詞している。8月2日には、台湾の音楽祭である第14回金曲奨にプレゼンターとして出演、デビュー以来初訪台となった。12月にはカバー・アルバム歌姫シリーズの3部作の最後となった『歌姫3 〜終幕』をリリース。この歌姫シリーズは最終的に累計で100万枚を記録したと発表された。
2004年、5月にユニバーサル ミュージック ジャパン内の私設レコードレーベル歌姫レコーズを設立し、同レーベルより43枚目のシングル「赤い花」を発売する。

### 2005年 - 2009年：デビュー25周年へ
2005年、7月より品川のclub eX（450席）にてスペシャル・ライブツアーAkina Nakamori Special Live 2005 Empress at CLUB eXを開催。カバー・アルバム歌姫シリーズである『歌姫』、『-ZEROalbum- 歌姫2』、『歌姫3 〜終幕』の3作を中心に構成され、同シリーズを締め括るライブとなった。
2006年、デビュー25周年目。4月より日本テレビ系列の連続テレビドラマ『プリマダム』に出演。自身にとって7年ぶりの連続テレビドラマ出演となる。また、同ドラマのテーマ曲として46枚目のシングル「花よ踊れ」を5月にリリースした。6月には、3年ぶりとなった22枚目のスタジオ・アルバム『DESTINATION』を発売し、同作を携えたツアーAKINA NAKAMORI LIVE TOUR 2006 〜The Last destination〜も開催した。さらに同月には、パチンコメーカー大一商会から自身をモチーフとしたパチンコ台『CR中森明菜・歌姫伝説』が導入され、ヒット機となる。
2007年、デビュー満25周年。1月にカバー・アルバム歌姫シリーズのベスト・アルバム『歌姫ベスト 〜25th Anniversary Selection〜』をリリース。同作は、1月29日付のオリコン週間アルバムランキングで『Akina Nakamori〜歌姫ダブル・ディケイド』以来4年ぶりにトップテン入りする。6月には、自身初となる演歌楽曲をカバーしたアルバム『艶華 -Enka-』をリリースし、こちらも同チャートでトップテン入り、第49回日本レコード大賞で企画賞を受賞した。12月31日には、初のファンクラブ限定カウントダウン・ディナーショーAKINA NAKAMORI 25th ANNIVERSARY COUNT DOWN DINNER SHOW 2007-2008を開催した。
2008年、MCAビクター、ガウスエンタテインメントに所属していた1990年代に発表した楽曲を総括したベスト・アルバム『歌姫伝説 〜90's BEST〜』を2月にリリースする。3月には、2007年度第22回日本ゴールドディスク大賞でザ・ベスト・演歌/歌謡曲・アーティストを受賞した。
2009年、カバー・アルバム『ムード歌謡 〜歌姫昭和名曲集』、『フォーク・ソング2 〜歌姫哀翔歌』、3年ぶり通算23枚目のスタジオ・アルバム『DIVA』と6月から8月にかけて3か月連続でアルバムをリリースする。また、8月より、3年ぶりのスペシャル・ライブツアーAKINA NAKAMORI Special Live 2009 “Empress at Yokohama”を行った。このライブは、カバー・アルバムフォーク・ソングシリーズの『フォーク・ソング〜歌姫抒情歌』、『フォーク・ソング2 〜歌姫哀翔歌』の2作を中心に構成され、2005年に行われたEmpressライブに続く第2弾として開催された。NHK・SONGS（第102回・第103回）に2009年8月12日、8月19日の2週連続で出演。9月には3年ぶり47枚目となるシングル「DIVA Single Version」を発売した。

### 2010年 - 2013年：芸能活動休止
2010年、7月13日にパチンコ台の第2弾となる『CR中森明菜・歌姫伝説〜恋も二度目なら〜』（大一商会）の9月導入が発表された。加えて、この『CR中森明菜 歌姫伝説〜恋も二度目なら〜』のために書き下ろされた楽曲「Crazy Love」が、48枚目のシングルとして自身初の配信限定でリリースされた。同年10月28日、体調不良により当面芸能活動の無期限休止を発表した。この発表直後の2010年12月22日には、フジテレビ系音楽番組『夜のヒットスタジオ』に中森が出演した際の映像をまとめた『中森明菜 IN 夜のヒットスタジオ』が6枚組のDVD-BOXで発売された。
2011年12月15日、TBS系列で放送された音楽番組『ザ・ベストテン』の出演映像を収録した5枚組DVD-BOX『ザ・ベストテン 中森明菜 プレミアムBOX』が、デビュー満30周年を記念し翌年に発売されることを発表、2012年3月28日に発売された。また、この発表にあたり活動休止中にある中森直筆によるメッセージも公開された。

### 2014年 - 2017年：活動一時再開
2014年、8月6日にワーナーとユニバーサル時代の曲が収録された2種類のオールタイム・ベストアルバム『オールタイム・ベスト -オリジナル-』と『オールタイム・ベスト -歌姫(カヴァー)-』が同時発売される。新曲「SWEET RAIN」はオリジナルに、「恋の奴隷」と「男と女のお話」はカヴァーの方にそれぞれ収録されている。11月15日、NHK『SONGS』第320回で「〜歌姫伝説〜」と題して放送された。12月31日には第65回NHK紅白歌合戦にサプライズゲストとして登場し、accessの浅倉大介が作曲した新曲「Rojo -Tierra-」を披露。4年2か月ぶりに歌手活動を再開した。
2015年、先行配信されていた楽曲「Rojo -Tierra-」を1月21日にDVD付き・通常盤の2形態でリリース。「月華」以来20年4か月ぶりにオリコン週間シングルトップテン入りする。
曲名「ロホ・ティエラ (Rojo - Tierra -」はスペイン語で「赤い大地」という意味ではなく、「赤（または "赤い"） -- 大地（または地球）」という意味。つまり、rojo は「赤い」という意味の形容詞の男性形。tierra とは「大地、地球」という意味の女性名詞。rojo が男性形で tierra が女性名詞なので、rojo と tierra とは意味的には連関していない。したがって、「赤い大地（赤い地球）」という意味にはなりえず、あくまで「赤い（または赤） --- 大地（または地球）」というふうに、「赤い」という言葉と「大地（地球）」という言葉が意味の連関なく独立してて並んでいる。もし「赤い地球（大地）」という意味の言葉を作りたければ、"La Tierra Roja" などというふうに、まずは rojo を roja にし、名詞と形容詞の順序を逆にし、前には La という定冠詞をつけるべきだろう。いずれにしても、この "Rojo - Tierra" というスペイン語らしきタイトルの意味は、どうも意味がわかりにくい、あるいは意味不明。もしかして、スペイン語をあまり知らない日本人が感覚的に付けたタイトルに過ぎないのではないだろうか。その辺のところを、関係者は発表してもらいたいものだと思う。
1月28日には、カバーアルバム『歌姫』シリーズの最新作『歌姫4 -My Eggs Benedict-』をリリース。オリコン週間ランキング5位を記録した。第29回日本ゴールドディスク大賞では（ザ・ベスト・演歌/歌謡曲・アーティスト）を受賞。9月30日、シングル「unfixable」（初回限定盤DVD付と通常盤）をユニバーサルから発売。「unfixable」は全編英語詞のシングル。カップリング曲「雨月」は日本語詞。同日、4枚組DVDボックス『中森明菜 PREMIUM BOX LOCUS 〜NHK紅白歌合戦 & レッツゴーヤング etc.』もユニバーサルから発売。デビュー以来、NHKの音楽番組『レッツゴーヤング』『ヤングスタジオ101』に出演した映像や、これまで8回出演したNHK紅白歌合戦の映像が収録されている。12月30日、アルバム『FIXER』（初回限定盤DVD付と通常盤）をユニバーサルから発売。2014年夏から1年かけて制作された6年ぶりのオリジナルアルバム。今年リリースされた4曲のほか新曲「FIXER -WHILE THE WOMEN ARE SLEEPING-」、「kodou」、「Re-birth」など11曲と、ボーナストラック2曲が収録。EDM、ラテン、バラードなど、この30年で培った実績と技の集大成であり、復帰後の自由で新しい創作方向を示す内容になっている。
2016年、2月24日にシングル「FIXER -WHILE THE WOMEN ARE SLEEPING-」をユニバーサルから発売。昨年末リリースされたアルバム『FIXER』に収録されている同名曲のシングルバージョン。この楽曲は2月27日公開の映画『女が眠る時』のイメージソングとして採用されたため、ニューアレンジされての先行リリースとなった。また、カップリング曲「ひらり-SAKURA-」は、アルバム『SHAKER』（1997年）収録の「桜（びやく）」以来、2度目の桜ソングである。宗本康兵が作曲、ポルノグラフィティの新藤晴一が作詞を担当した。5月4日、5月1日のデビュー34周年記念日に合わせて7枚組DVDボックス『1994-2009 THE LIVE DVD COMPLETE BOX』がユニバーサルから発売。1994年から2009年までに行われたライブ映像が収録されている。また、これに先行して4月23日から4月30日まで角川シネマ新宿で上映会も行われた。7月13日、51歳の誕生日に合わせて全世界1,000セット限定　中森明菜アナログセットが歌姫レコーズから発売。Amadana Musicの中森明菜バージョンプレーヤーと、歌姫レコーズ既出のシングル18タイトルをアナログ化したレコードがセットになっている。シリアルナンバーNo.1は中森明菜に贈呈された。11月30日、カバーアルバム『Belie』（初回限定盤DVD付と通常盤）をユニバーサルからリリース。山口百恵「謝肉祭」（1980年）、薬師丸ひろ子「ステキな恋の忘れ方」（1985年）、ポルノグラフィティ「サウダージ」（2000年）、小田和正「たしかなこと」（2005年）などポップス・ロックナンバー10曲が収録。DVDは全曲歌唱映像で構成されている。12月21日、カバーアルバム『Belie + Vampire』（UHQCD＋アナログレコード）を発売。11月30日のCD音源を高音質化したものと、アナログ専用に録音したものをセットにして限定生産された。アナログレコードの収録曲はCDとは別で、山本リンダ「どうにもとまらない」（1972年）、Char「気絶するほど悩ましい」（1977年）、アン・ルイス「あゝ無情」（1986年）など6曲が収録されている。また、2016年には7年ぶりにディナーショーを開催。12月4日（ファンクラブ会員限定）を皮切りに、12月29日まで全国7都市10会場にわたって行われた。当初は7日間の予定であったが、ファンの熱望に応えて3日間追加公演された。
2017年、5月1日にデビュー35周年を迎える。前年に続きディナーショーを開催。AKINA NAKAMORI DINNERSHOW 2017 CLUB NIGHTと題し、11月13日・11月14日のハイアットリージェンシー大阪を皮切りに、12月24日・12月25日のグランドニッコー東京台場でのクリスマス・ディナーまで全国を回った。会場は7都市を追加して全国14都市18会場に増え、前年は公演がなかった九州（福岡・鹿児島）、四国（徳島・高知）、神戸、金沢、宇都宮でも開催。2017年はファンクラブ会員限定公演はなく、全会場で一般販売となった。

### 2018年 - ：活動再休止、新ファンクラブ開設
2年連続でディナーショーを開催した2016年、2017年。翌2018年以降、芸能活動は再び休止することになる。
2021年、5月1日にデビュー40周年を迎え、これを記念してワーナーミュージックから特設サイトが公開された。また、6月9日にアナログBOX『ANNIVERSARY COMPLETE ANALOG SINGLE COLLECTION 1982-1991【30枚組】』を発売する。
2022年4月、NHK BSプレミアムにて1989年までに行われたヒット曲を集めたコンサートを収録し、それを最新技術を使いリマスターリングした「伝説のコンサート〜中森明菜」が放送され、視聴者からの反響の意見も多数寄せられた。これを受け、地上波のNHK総合テレビジョンに於いても同年6月19日に放送されることになったが、同日15時過ぎに能登半島で起きた地震の影響で急遽放送差し替えとなり休止となった（代替7月9日）。また、2009年の横浜BLITZでの邦楽のカバー曲のコンサートを収録した「中森明菜スペシャルライブ〜2009・横浜」も新たにBSプレミアムで7月に放送されることが発表された。
2022年8月に新たに個人事務所（HZ VILLAGE）を設立。同年12月27日、新しいファンクラブ『ALDEA』を開設し入会手続きを開始した。
2023年11月8日発売の『林哲司50周年記念トリビュートアルバム サウダージ』に中森自身がセルフカバーした新録曲「北ウイング－CLASSIC－」が収録された。発売日に先駆け、同年10月30日にニッポン放送の番組内で初オンエアされ話題となった。
2023年12月17日、ニッポン放送で特別番組『中森明菜 オールタイムリクエスト』が放送され、中森は番組に肉声によるメッセージを寄せた。中森がメディア出演するのはおよそ9年ぶりである。中森のファンと公言するミッツ・マングローブとフリーアナウンサーの垣花正がパーソナリティーを務めた。事前に番組に寄せられたリクエストに加え、4時間10分に亘る生放送中にも電リクを駆使して更にリクエストを募った。
2024年11月、香取慎吾の3rdアルバム『Circus Funk』に「TATTOO（feat. 中森明菜）」で参加、音楽配信リリースされる。
2024年12月15日、ニッポン放送にて特別番組『中森明菜のオールタイムリクエスト』が放送された。2023年にはメッセージを寄せただけであったが、本年はメインパーソナリティとして出演した（中森のトークは事前収録）。前回同様、ミッツ・マングローブとフリーアナウンサーの垣花正がパートナーを務め、生放送中に寄せられたメールやリクエスト曲を紹介した。また、放送では中森が敬愛してやまない芳村真理から激励のメッセージが届き、中森は涙声で芳村の心遣いに感謝の言葉を述べた。
2025年4月19日・20日、大分スポーツ公園で開催された野外音楽フェス「ジゴロック2025〜大分“地獄極楽”ROCK FESTIVAL〜 supported by ニカソー」に出演。小室哲哉プロデュースのステージ「-TK LEGENDARY WORKS-」に登場。自身の楽曲の他、共演者らとともにTM NETWORKの楽曲「Get Wild」を披露した。中森にとって野外音楽フェス出演はデビュー以来初めての経験である。
2025年6月7日から9日まで、東京ドームシティ「Gallery AaMo」にて写真展『43rd ANNIVERSARY AKINA NAKAMORI PHOTO EXHIBITION』を開催。約50点に及ぶ写真は、2024年12月27日・28日に東京・丸の内のライブレストラン「COTTON CLUB」にてファンクラブイベントとして開催された『FANCLUB LIVE｢ALDEA Bar at Tokyo 2024」』の模様を、現在カメラマンとしても活躍するお笑いコンビ・かが屋のメンバー加賀翔が撮り下ろしたものである。以前より加賀が撮る写真に「温かみのある写真」と好感を持っていた中森が、加賀のマーネジャーにメールでオファーしたことから実現したという。

## 人物

### 生い立ち
父は埼玉県志木市の出身で、本家は11代まで遡れる家であった。志木市には20軒ほどの中森家があり「中森村」と呼ばれていた。母は満洲国の首都であった新京で生まれ、母の一家は終戦により日本へ引き揚げてきた。母が都内で働いていたときに父と出会って結婚し、明菜ら子供をもうけた。明菜は「家族の小さなアイドルだった」と父は語っている。
明菜は、子供の頃は身体が弱く病気がちだった。清瀬市立清瀬中学校を卒業後、大東学園高等学校へ進学した。デビューに際し明治大学付属中野高等学校定時制へ編入後、芸能活動に専念するため休学を経て中退した。清瀬中学校の担任教師は明菜について「無邪気で人懐こい子だった。修学旅行のバスの中ではずっとマイクを握って歌っていた」と述べている。
明菜の生家は大田区池上で精肉店を営んでおり、一家が清瀬市へ転居した後も父は池上の店舗へ毎日通っていたが、明菜のデビュー後はファンが遠方から店に訪れることも多く、父は肉を買ってくれたファンに中森のサイン色紙を贈っていたという。1990年代に池上の精肉店を閉店し、埼玉県三芳町へ移転して中華料理店を経営していた。また、母も中森のデビュー後に地元の清瀬市で飲食店「ミルキーウェイ」を経営していた。中森が歌手を目指すきっかけを作った母は1995年6月10日に死去しており、両親の店はいずれも閉店している。

### スター誕生!
『スター誕生!』テレビ予選3回目（1981年）の挑戦で、山口百恵の「夢先案内人」を歌い合格した。
1回目（1979年・中学2年）のときに岩崎宏美の「夏に抱かれて」で同番組に初出場。その際には審査員の松田トシから「年齢のわりには大人すぎて、若々しさに欠けますね」と酷評され不合格となる。
2回目（1980年・中学3年時）の挑戦で松田聖子の「裸足の季節」を歌ったが、またしても審査員の松田トシから「歌は上手だけど、顔がとても子供ぽいから無理ね。大人の歌を歌うより、童謡でも歌ってたほうがいいんじゃない？」と前回とは逆の酷評を受けた。中森はこれに対し「『スタ誕』では童謡は受け付けてくれないんじゃないんですか!?」と抗議したため、客席で見ていた母が「明菜、やめなさい!」と制止した（松田は出場者の中でも中森に対しては特に辛辣であったと言われる）。
3回目の出場時、『スター誕生!』チーフ・プロデューサーの金谷勲夫は、番組スタッフの中には中森が常連の出場者であるため、出場に難色を示す声も出たという。しかし3回目の時の中森には、1回目・2回目の挑戦時以上に光り輝くものが見え、美しさの中にも翳りが感じられ、強く推して出場させたことを語っている。司会の坂本九は前回の松田トシとの応酬を覚えていたのか、歌に入る直前の中森に対して「今度は少しほら大人っぽく行っちゃおう」と励ました。

### デビュー当時
デビュー当時のキャッチフレーズは「ちょっとエッチな美新人娘」。このキャッチフレーズのため「明菜さんはエッチなんですか?」と頻繁に聞かれ好奇の目で見られたため、当時は苦痛だったと本人が語っている。事務所側は「エッチ」というのは卑猥な意味ではなく、少し背伸びした大人の雰囲気を出そうと思って付けたとされている。
デビュー当時のプロフィールでは、身長は160センチメートル、血液型はA型。体重は58キログラムほどあった。
デビュー直後に行われた豊島園での歌謡ショーでは、雨に降られ濡れながらも、毅然としてステージに立って歌った。
明菜がデビューした1982年はアイドルの当たり年で、この時期（1981年10月から1982年9月）にデビューしたアイドルたちを総称して「花の82年組」または「花の57年組」と呼んだ。同時期には、新井薫子、石川秀美、小泉今日子、嶋大輔、シブがき隊、原田知世、早見優、堀ちえみ、松本伊代、三田寛子、薬師丸ひろ子、渡辺徹（五十音順）らがデビューしている。
また、アイドルやタレントを多数輩出したことで知られる明治大学付属中野高等学校定時制（2003年廃止）のクラスメイトには、三田寛子、本木雅弘、薬丸裕英、布川敏和らがいた。

### 音楽番組
1982年9月20日、フジテレビ系音楽番組『夜のヒットスタジオ』にセカンドシングル「少女A」で初出演を果たす。同期デビューの歌手がデビュー曲での番組出演を決めていくなか、デビュー曲「スローモーション」での初出演は実現しなかったが、以降ヒット曲を記録し続け、同番組にはほぼ月1ペースでの出演を重ねたり、マンスリーゲスト制での出演も果たしている。
『夜のヒットスタジオ』の司会をしていた芳村真理は当時、ヘアスタイルから服装に至るまで中森が自らプロデュース、コーディネートを行っていることを知り、番組内でそのセンスのよさを絶賛した。同番組に出演するときには他の歌番組とは異なる特注の衣装で臨み、歌う際のセット・照明と調和するよう事前に綿密な打ち合わせを行うほどの入れ込みようであった。また、芳村が明菜の衣装コーディネートを特別に担当したこともある。芳村が番組を勇退してまもなく同番組に出演した際、「真理さんに『明菜ちゃん、最近おしゃれしてる?』と訊かれ、おしゃれをしました。真理さん見てますかー?」と芳村に画面を通じて呼びかけたこともある。
久米宏が『ザ・ベストテン』の司会を降板した回と、芳村真理の『夜のヒットスタジオ』勇退の回の双方で、デビュー当時からいろいろと親しくしてもらった恩義と、これから番組で会う機会が無くなってしまうことを惜しみ、明菜は涙を見せた。2000年12月30日に放送された『ザ・ベストテン』の復刻版スペシャルでは、歌前に久米から応援の電話が入った。「番組内でもほとんど会話という会話は交わしたことはないが、ちょっとした一言二言で人間というのは『ウマが合う』というのは分かるもの。僕と明菜さんはウマが合っていたと思う。だから明菜さんが出る日はスタジオに行くのが楽しみだった」という内容で、明菜自身も感極まっていた。
明菜は『ザ・ベストテン』で、さまざまなアイデアやこだわりを持った美術や照明・セットに対抗し、勝負するかのように懸命に表現してきたが、番組や出演するタレントに対する愛情の深さと熱意を番組スタッフから強く感じていたという。さらに、今のテレビでは熱意を感じられる番組は限られており、この時代を過ごせたことは幸せであったと出演当時を振り返っている。
その『ザ・ベストテン』では1位でスタジオに来場する場合は、慣例でくす玉を割ることになっているが、1982年年末の豪華版ではスタッフの手違いでくす玉を下の方まで下ろしてしまい、しゃがみこんだ状態でくす玉を割って、紙テープや紙吹雪を浴びたことがあり、ビートたけしから「トイレでのぞき込んでるわけじゃないんだから」と突っ込まれた他、1983年の別の放送では、黒柳徹子が欠席、所ジョージが司会代行をしたときに、ハート形のくす玉を割り、大量の紙吹雪が降り注いだことから視聴者から抗議され、別の週、今度は久米宏が欠席しておすぎとピーコが代演した際、紙吹雪なし、紙テープだけを降らせたというケース、またさらに別の回では、ミラーゲートから来場した時にくす玉を割った際、当日のスタジオ出演者から紙吹雪を投げ込まれて不機嫌な態度を取り、後日の放送ではあえて紙テープや紙吹雪を浴びさせないようにするために少し離れて、黒柳がくす玉を割るのを見るだけというケースもあった。この時明菜は、先述の不機嫌な態度に関して「特に気にしてませんよ…」と謙虚な姿勢で微笑んでいたという。

### 少女A
中森はいわゆる「ツッパリ系」のこの歌を気に入っておらず、ヒット後も頻りに「スローモーションの方が好きだ」と話していたという。

### 女優として
1985年、映画「愛・旅立ち」に出演。近藤真彦とW主演。歌手活動と並行して本格的に女優としても活動を開始した。
『ザ・ベストテン』1988年年間ベストテン9位に「TATTOO」がランクインした際、お祝いで駆けつけた小森和子は「大のムードを持ち、初主演映画から勘のいい芝居をしている。外国の女優に例えればジョディ・フォスターのような、可愛さと凄さと大人っぽさなどいろいろな面を持っている人である」と称した。
1992年、安田成美とW主演したテレビドラマ『素顔のままで』は、最終回で31.9%の高視聴率を記録した。

## 音楽性
尊敬する芸能人として、矢沢永吉と桃井かおりの名を挙げている。中森は幼少期に、邦楽では矢沢永吉や松任谷由実、洋楽ではカーペンターズらを好んで聴いていたが、元々の音楽のルーツについては、姉や兄たちがディスコミュージックやソウルミュージックを聴いていた影響としてブラックミュージックを挙げている。また、中森が最も影響を受けたアーティストについてはドナ・サマーを挙げており、ドナの楽曲やボーカルのみならず、人生観など多くの面でのめり込んだと明かしている。
中森自身の作品については、全てベースやバスドラムの重低音を効かせていると語っている。
ワーナーパイオニアの音楽プロデューサー島田雄三は、「スローモーション」の後、中森にどんな楽曲を歌わせるか悩んでいたところ、当時読んでいた今東光の自伝的長編小説『悪太郎』のイメージが1980年代のヤンキー文化と重なり「そんな時代の気分を感じさせる楽曲を歌わせてみたい」と思い立った。
島田によって選ばれたのは、前年の1981年に作詞家デビューしたばかりの売野雅勇が書いた「少女A」であった。島田はヒットすると確信したが、曲を聴いた中森は「やだよ、こんなの」「なぜこんな歌を私に歌わせるのか理解できない」と拒否し「歌わない!」と言い張ったが、無理やりレコーディングにこぎつけた。
中森が投げやりに憮然として歌い、怒りと虚無感を滲ませた「少女A」は、皮肉にも楽曲の狙い通りの雰囲気を醸し出すこととなった。この曲は島田の思惑通りに大ヒットして中森の代表曲となり、これを足がかりに『ザ・ベストテン』への出演を果たし、新人賞を獲得することにもつながった。
売野雅勇は「少女A」以降も「1/2の神話」「禁区」「十戒」など、初期の中森のイメージを決定づける曲を作詞することになる。売野自身も「中森自身は売れなかったデビュー曲『スローモーション』のようなバラードを好んでおり、『少女A』のレコーディングを激しく拒んだが、プロデューサーが強引にレコーディングさせた」と語っており、「『プレイバックPart2』のように捨て台詞が生きるはずだと思い『少女A』を書いた」「『少女性』を売りにする松田聖子という圧倒的な存在がいたため、彼女に対する対立概念として『不良性』として明菜に詞を書いた」と述べている。
関根安里によると「TATTOO」を発表した1988年頃は、ディレクターが多くの作家たちから新曲候補を集める制作体制だったという。当時の専属仮歌シンガーは、明菜の楽曲にコーラスで参加もしていた新倉芳美が務めていた。

## 作品
スタジオ・アルバム
| 1. 『プロローグ〈序幕〉』（1982年） 2. 『バリエーション〈変奏曲〉』（1982年） 3. 『ファンタジー〈幻想曲〉』（1983年） 4. 『NEW AKINA エトランゼ』（1983年） 5. 『ANNIVERSARY』（1984年） 6. 『POSSIBILITY』（1984年） 7. 『BITTER AND SWEET』（1985年） 8. 『D404ME』（1985年） 9. 『不思議』（1986年） 10. 『CRIMSON』（1986年） 11. 『Cross My Palm』（1987年） 12. 『Stock』（1988年） 13. 『Femme Fatale』（1988年） | 1. 『CRUISE』（1989年） 2. 『UNBALANCE+BALANCE』（1993年） 3. 『la alteración』（1995年） 4. 『SHAKER』（1997年） 5. 『SPOON』（1998年） 6. 『will』（1999年） 7. 『Resonancia』（2002年） 8. 『I hope so』（2003年） 9. 『DESTINATION』（2006年） 10. 『DIVA』（2009年） 11. 『FIXER』（2015年） 12. 『明菜』（2017年） |

## 公演
| - CONCERT IN OSAKA & TOKYO（1982年 - 1983年） - Akina Milkyway '83 春の風を感じて（1983年） - RAINBOW SHOWER（1983年） - AKINA LAND（1984年 - 1986年） - 逢いたい菜 逢えるか菜 中森明菜音楽鑑賞会（1984年） - BITTER & SWEET（1985年） - LIGHT & SHADE（1986年） - Meiji PRESENTS AKINA LIVE（1986年 - 1989年） - A HUNDRED days（1987年） - Femme Fatale（1988年） | - 中森明菜 TRUE LIVE（1995年） - Dinner Show（1996年 - 2017年） - Felicidad（1997年） - SPOON（1998年） - 中森明菜 2000 〜21世紀への旅立ち〜（2000年） - ALL ABOUT AKINA 20th Anniversary IT'S BRAND NEW DAY（2001年） - MUSICA FIESTA TOUR 2002（2002年） - AKINA NAKAMORI LIVE TOUR 2003 - I hope so -（2003年） - AKINA NAKAMORI A-1 tour 2004（2004年） - AKINA NAKAMORI LIVE TOUR 2006 〜The Last destination〜（2006年） |